# Canonicus
Canonicus (1565-1647) fou el cap dels narragansett quan arribaren els colons anglesos a les costes de Nova Anglaterra. El 1636 va garantir la possessió de les terres de Rhode Island a Roger Williams i es va mantenir amistós malgrat les agressions dels pelegrins al seu poble i les pressions dels seus veïns pequot i wampanoag.